# Mistrzostwa Polski w Narciarstwie 1921
Mistrzostwa Polski w Narciarstwie 1921 – zawody sportowe, które odbyły się w 1921 w konkurencjach narciarskich w Polsce.

## Medaliści
| Dyscyplina              | Złoto                               | Srebro                          | Brąz                            |
| Kombinacja norweska     | Franciszek Bujak SNPTT Zakopane     |                                 |                                 |
| Bieg seniorów           | Stanisław Zubek SNPTT Zakopane      | Franciszek Bujak SNPTT Zakopane |                                 |
| Skoki seniorów          | Aleksander Rozmus SNPTT Zakopane    | Leszek Pawłowski SN Czarni Lwów | Franciszek Bujak SNPTT Zakopane |
| Bieg kobiet             | Elżbieta Ziętkiewicz SNPTT Zakopane | Zofia Hołub SN AZS Kraków       |                                 |
| Bieg z przeszkodami     | Aleksander Schiele SNPTT Zakopane   |                                 |                                 |
| Slalom                  | Aleksander Schiele SNPTT Zakopane   |                                 |                                 |
| Wojskowy bieg patrolowy | Szkoła Wysokogórska w Zakopanem     |                                 |                                 |